# Kłepaczi (hromada Łubny)
Kłepaczi (ukr. Клепачі) – wieś na Ukrainie, w obwodzie połtawskim, w rejonie łubieńskim, w hromadzie Łubny. W 2001 liczyła 598 mieszkańców.